# Надежда

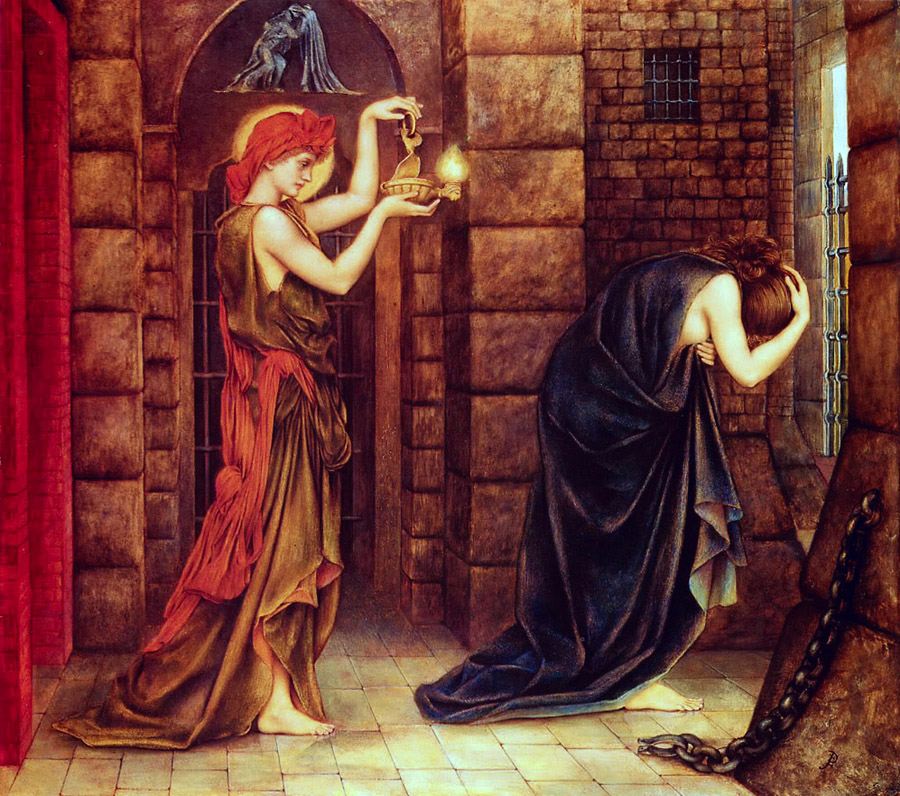
Надежда в тюрьме отчаяния, картина Эвелин де Морган

Наде́жда — положительно окрашенная эмоция, возникающая при напряжённом ожидании исполнения желаемого и предвосхищающая возможность его свершения; философский, религиозный и культурный концепт, связанный с осмыслением состояния человека, переживающего этот эмоциональный процесс. Желание получить результат, не уясняя подробностей протекания процесса. При понимании процесса — надежда на результат превращается в его ожидание. Противоположностью надежде является отчаяние.

## Надежда в религии

### В древнегреческой мифологии
Согласно известному мифу, Надежда — это единственное, что осталось на дне ящика Пандоры.

### В христианстве
Надежда считается одной из трёх главных христианских добродетелей.
Одна из ступеней лестницы духовного роста в христианстве (Лестница Петра, у которой первая ступень — вера), по которой восходят к Богу в христианстве.

## Надежда в философии
Выражает одно из свойств окружающего мира: человек находится в неопределённом (вероятностном) мире, а не в жёстко предопределённом (детерминированном). Фома Аквинский в Сумме теологии (Ч2, в.25, р.4) относил надежду (spes) к одной из четырёх страстей и определял её как обладание «будущим благом» (bonum futurum).

## Надежда в психологии
По мнению Мартина Селигмана — американского психолога, основоположника метода позитивной психологии, у человека есть надежда, если он умеет объяснять неудачи временными и специфичными причинами. Таким образом, ощущение беспомощности ограничивается по времени и связывается с какой-то конкретной ситуацией.